# Saint-Firmin (Meurthe-et-Moselle)
Saint-Firmin település Franciaországban, Meurthe-et-Moselle megyében. Lakosainak száma 290 fő (2022. január 1.). Saint-Firmin Marainville-sur-Madon, Diarville, Housséville, Jevoncourt, Praye és Xirocourt községekkel határos.

## Népesség
A település népessége az elmúlt években az alábbi módon változott:
| Lakosok száma | 235  | 202  | 228  | 267  | 269  | 270  | 275  | 280  | 285  | 290  |
|               | 1968 | 1982 | 1990 | 2006 | 2013 | 2015 | 2017 | 2019 | 2020 | 2022 |